# José Moreno Nieto
 José Moreno Nieto  (Siruela, Badajoz, 2 de febrero de 1825 – Madrid, 24 de febrero de 1882) fue un jurisconsulto, arabista y político español. Estudió en Guadalupe y Toledo, especializándose en las lenguas semíticas.

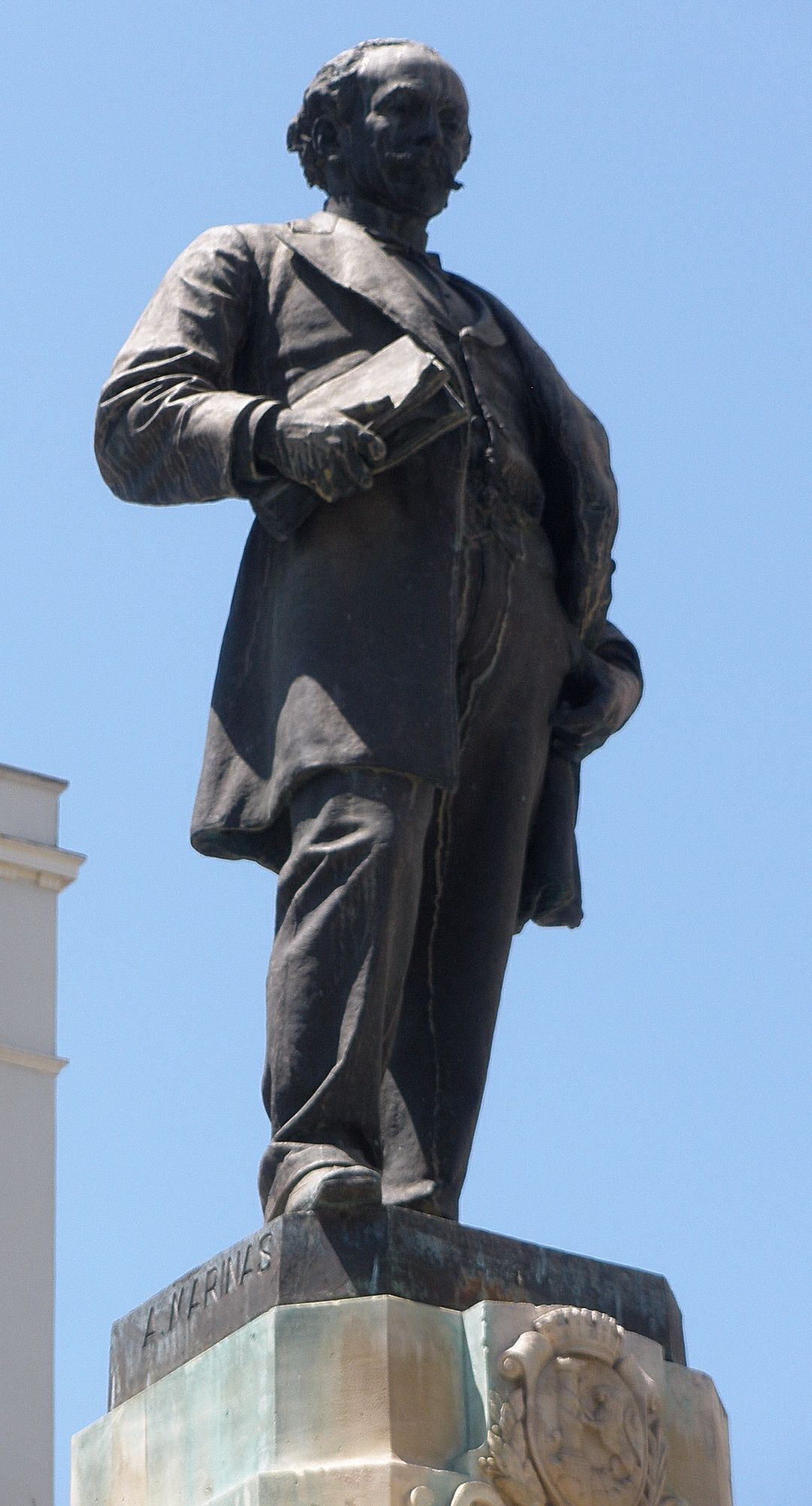
Monumento a Moreno Nieto en Badajoz

## Biografía
Nacido el 2 de febrero de 1825 en la localidad pacense de Siruela, fue catedrático de árabe en la Universidad de Granada y más tarde de Derecho internacional en la Universidad Central de Madrid, de la que sería también rector. Fue director de Instrucción Pública, vicepresidente del Congreso, presidente del Ateneo y miembro numerario de la Real Academia de la Historia y la Real Academia de Ciencias Morales y Políticas, así como presidente de la Real Academia de Jurisprudencia y Legislación. Colaboró en publicaciones como Revista Ibérica, así como fue corresponsal desde 1864 de un periódico de Nueva York y desde 1870 del Diario de la Marina de La Habana. En 1878 fundó en Madrid La Voz del Litoral. Falleció en Madrid el 24 de febrero de 1882. La ciudad de Badajoz le erigió una estatua de bronce, obra de Aniceto Marinas García e inaugurada en 1897; se encuentra en la plaza de Minayo.
Autor del libro Gramática de la Lengua Arábica (1872), ayudó a traducir las inscripciones de la Alhambra[cita requerida] y fue además miembro en Granada de la tertulia de La Cuerda, junto a Pedro Antonio de Alarcón y Manuel del Palacio, entre otros.
Como político, fue diputado a Cortes en 1854 por Granada y en 1865 por Badajoz, para más adelante —en las elecciones de 1869,
1871, abril de 1872, 1876 y 1879— obtener escaño por el distrito también pacense de Castuera. Fue también senador por la Real Academia de la Historia. y, también, fue ponente en las conferencias dominicales sobre la educación de la mujer (Universidad de Madrid) con la conferencia Influencia de la mujer en la sociedad (Madrid, 1869).
José Moreno Nieto fue nombrado hijo ilustre de la villa de Siruela, debido a que defendió los intereses del pueblo de Siruela en el pleito contra los condes por la dehesa de Siruela, la cual sigue siendo propiedad del pueblo. Esta es arrendada por sus habitantes, y exclusivamente por ellos, ya que para poder obtener un trozo de tierra debes ser hijo del pueblo o vivir en él.
Este ilustre hijo de Siruela tiene una estatua en su honor situada frente al ayuntamiento, el cual se encuentra en la plaza de la localidad.